# Mieko Harada
Mieko Harada (jap. 原田 美枝子, Harada Mieko; geboren am 26. Dezember 1958 in Tokio, Japan) ist eine japanische Schauspielerin.

## Leben
Harada debütierte 1974 und spielte in zahlreichen Filmen und Fernsehserien mit. International bekannt wurde sie in der Rolle der Dame Kaede in Ran von Akira Kurosawa. Sie spielte auch in Kurosawas Film Akira Kurosawas Träume in der Rolle des Schneegeistes mit. Mieko Harada ist seit 1987 mit dem Schauspieler Ryō Ishibashi verheiratet und hat mit ihm drei Kinder.
Ihr Schaffen umfasst mehr als 110 Film- und Fernsehproduktionen.

## Filmografie (Auswahl)
- 1976: Daichi no Komoriuta
- 1976: Seishun no satsujinsha
- 1985: Ran
- 1990: Akira Kurosawas Träume
- 1999: Nach dem Regen
- 2002: Koinu Dan no Monogatari